# Environmental Protection Agency
United States Environmental Protection Agency (EPA) är en federal miljöskyddsmyndighet i USA. EPA grundades i december 1970 av USA:s president Richard Nixon och är en fristående myndighet.

## Lista över chefer för EPA
| Chef                                    | Chef | Period                            | Under president           |
| --------------------------------------- | ---- | --------------------------------- | ------------------------- |
| William D. Ruckelshaus                  |      | 4 december 1970–30 april 1973     | Richard Nixon             |
| Robert Fri (tillförordnad)              |      | 30 april 1973–12 september 1973   | Richard Nixon             |
| Russell E. Train                        |      | 12 september 1973–20 januari 1977 | Richard Nixon Gerald Ford |
| John Quarles, Jr. (tillförordnad)       |      | 21 januari 1977–6 mars 1977       | Jimmy Carter              |
| Douglas M. Costle                       |      | 7 mars 1977–20 januari 1981       | Jimmy Carter              |
| Steve Jellinek (tillförordnad)          |      | 21 januari 1981–25 januari 1981   | Ronald Reagan             |
| Walter Barber, Jr. (tillförordnad)      |      | 25 januari 1981–19 maj 1981       | Ronald Reagan             |
| Anne M. Gorsuch                         |      | 20 maj 1981–9 mars 1983           | Ronald Reagan             |
| William Ruckelshaus                     |      | 18 maj 1983–4 januari 1985        | Ronald Reagan             |
| Lee M. Thomas                           |      | 8 februari 1985–20 januari 1989   | Ronald Reagan             |
| William K. Reilly                       |      | 6 februari 1989–20 januari 1993   | George H. W. Bush         |
| Carol Browner                           |      | 23 januari 1993–19 januari 2001   | Bill Clinton              |
| Christine Todd Whitman                  |      | 31 januari 2001–27 juni 2003      | George W. Bush            |
| Marianne Lamont Horinko (tillförordnad) |      | 14 juli 2003–5 november 2003      | George W. Bush            |
| Michael Leavitt                         |      | 6 november 2003–26 januari 2005   | George W. Bush            |
| Stephen L. Johnson                      |      | 26 januari 2005–20 januari 2009   | George W. Bush            |
| Lisa P. Jackson                         |      | 23 januari 2009–15 februari 2013  | Barack Obama              |
| Bob Perciasepe (tillförordnad)          |      | 15 februari 2013–18 juli 2013     | Barack Obama              |
| Gina McCarthy                           |      | 18 juli 2013–20 januari 2017      | Barack Obama              |
| Catherine McCabe (tillförordnad)        |      | 20 januari 2017–17 februari 2017  | Donald Trump              |
| Scott Pruitt                            |      | 17 februari 2017–20 januari 2021  | Donald Trump              |
| Charlotte Bertrand (tillförordnad)      |      | 20 januari 2021                   | Joe Biden                 |
| Jane Nishida (tillförordnad)            |      | 21 januari 2021–11 mars 2021      | Joe Biden                 |
| Michael S. Regan                        |      | 11 mars 2021–                     | Joe Biden                 |